# NORCECA Final Four femminile 2022
La NORCECA Final Four 2022 si è svolta dal 17 giugno al 19 giugno 2022: al torneo hanno partecipato quattro squadre nazionali nordamericane e la vittoria finale è andata per la prima volta al Messico.

## Impianti
|                                                                          |  |  |
|                                                                          |  |  |
| Polideportivo ITSON Città: Ciudad Obregón Capienza: ? Anno d'apertura: ? |  |  |

## Regolamento

### Formula
Le squadre hanno disputato un'unica fase con formula del girone all'italiana.

### Criteri di classifica
Se il risultato finale è stato di 3-0 sono stati assegnati 5 punti alla squadra vincente e 0 a quella sconfitta, se il risultato finale è stato di 3-1 sono stati assegnati 4 punti alla squadra vincente e 1 a quella sconfitta, se il risultato finale è stato di 3-2 sono stati assegnati 3 punti alla squadra vincente e 2 a quella sconfitta.
L'ordine del posizionamento in classifica è stato definito in base a:
- Numero di partite vinte;
- Punti;
- Ratio dei set vinti/persi;
- Ratio dei punti realizzati/subiti;
- Risultati degli scontri diretti.

## Squadra partecipanti
| Squadra    | Qualificazione      | Ultima partecipazione |
| ---------- | ------------------- | --------------------- |
| Costa Rica | -                   | Debutto               |
| Cuba       | -                   | Debutto               |
| Messico    | Paese organizzatore | Debutto               |
| Porto Rico | -                   | Debutto               |

## Torneo

### Risultati
| 17 giugno 2022 Polideportivo ITSON, Ciudad Obregón Durata: 1h:25 - Spettatori: 2 500 | Porto Rico | 0 - 3 | Cuba       | 20-25, 15-25, 20-25 |
| 17 giugno 2022 Polideportivo ITSON, Ciudad Obregón Durata: 1h:18 - Spettatori: 3 000 | Messico    | 3 - 0 | Costa Rica | 25-14, 25-11, 25-14 |
| 18 giugno 2022 Polideportivo ITSON, Ciudad Obregón Durata: 1h:40 - Spettatori: 2 500 | Porto Rico | 3 - 0 | Costa Rica | 28-26, 25-19, 25-20 |
| 18 giugno 2022 Polideportivo ITSON, Ciudad Obregón Durata: 1h:28 - Spettatori: 3 200 | Messico    | 3 - 0 | Cuba       | 25-22, 25-19, 25-22 |
| 19 giugno 2022 Polideportivo ITSON, Ciudad Obregón Durata: 1h:04 - Spettatori: 1 500 | Cuba       | 3 - 0 | Costa Rica | 25-13, 25-17, 25-15 |
| 19 giugno 2022 Polideportivo ITSON, Ciudad Obregón Durata: 1h:29 - Spettatori: 2 500 | Messico    | 3 - 0 | Porto Rico | 25-19, 25-19, 25-22 |

### Classifica
| Pos. | Squadra    | Pt | G | V | P | SV | SP | Ratio | PF  | PS  | Ratio |
| ---- | ---------- | -- | - | - | - | -- | -- | ----- | --- | --- | ----- |
| 1.   | Messico    | 15 | 3 | 3 | 0 | 9  | 0  | MAX   | 225 | 162 | 1,388 |
| 2.   | Cuba       | 10 | 3 | 2 | 1 | 6  | 3  | 2,000 | 213 | 175 | 1,217 |
| 3.   | Porto Rico | 5  | 3 | 1 | 2 | 3  | 6  | 0,500 | 193 | 215 | 0,897 |
| 4.   | Costa Rica | 0  | 3 | 0 | 3 | 0  | 9  | 0,000 | 149 | 228 | 0,653 |

## Classifica finale
| Pos     | Squadra    | Rosa |
| ------- | ---------- | --- |
| Oro     | Messico    | Formazione: 1 Sanay, 2 Bricio, 3 Castro, 4 Rodríguez, 8 Ovalle, 9 Maldonado, 11 Urías, 12 Landeros, 13 Laborda, 17 Ung, 19 Villegas, 21 Nuñez, 22 González, 25 Flores, CT: Petry |
| Argento | Cuba       | Formazione: 2 Madán, 4 Suárez, 5 D. Martínez, 6 de la Peña, 7 Leliebre, 10 Miranda, 14 Tarín, 16 Castillo, 19 James, 20 Finé, 22 E. Martínez, 24 Moreno, CT: Olazábal            |
| Bronzo  | Porto Rico | Formazione: 2 Valencia, 3 A. Vázquez, 4 Cerame, 5 V. Vázquez, 6 Plummer, 7 Cestero, 9 Camacho, 10 Victoriá, 11 Alcántara, 12 Baez, 16 Casiano, 20 López, CT: Morales             |
| 4       | Costa Rica | Formazione: 1 Carazo, 2 Madriz, 3 Rojas, 8 Araya, 9 Arroyo, 10 Vargas, 12 Thompson, 16 Cástro, 17 Alfaro, 18 Espinoza, 19 Ballestero, 20 Campos, CT: Acuña                       |

|  | Qualificata alla Volleyball Challenger Cup 2023 |

## Premi individuali
| Premio                 | Nome                | Squadra    |
| ---------------------- | ------------------- | ---------- |
| MVP                    | Argentina Ung       | Messico    |
| Miglior realizzatrice  | Sofía Victoriá      | Porto Rico |
| Miglior servizio       | Claudia Tarín       | Cuba       |
| Miglior difesa         | Paula Cerame        | Porto Rico |
| Miglior ricevitrice    | Joseline Landeros   | Messico    |
| Miglior palleggiatrice | Argentina Ung       | Messico    |
| Miglior opposto        | Dezirett Madán      | Cuba       |
| Miglior schiacciatrice | Thainalién Castillo | Cuba       |
| Miglior schiacciatrice | Samantha Bricio     | Messico    |
| Miglior centrale       | Karina Flores       | Messico    |
| Miglior centrale       | Jocelyn Urías       | Messico    |
| Miglior libero         | Paula Cerame        | Porto Rico |